# Роко Роглић
Роко Роглић (хрв. Roko Roglić; Загреб, 2001) је хрватски филмски глумац. 
Своју глумачку каријеру започео је у филму „Кењац“ Антонија Нуића у улози дечака Луке.

## Филмографија

### Филмске улоге
| Год.  | Назив              | Улога |
| ----- | ------------------ | ----- |
| 2009. | Кењац              | Лука  |
| 2009. | Човјек испод стола | дечак |